# Жан-Клод Шеррер
Жан-Клод Шеррер (нар. 20 липня 1978) — колишній швейцарський тенісист.
Найвищу одиночну позицію світового рейтингу — 220 місце досяг 9 серпня 2004, парну — 77 місце — 21 липня 2008 року.

## Фінали за кар'єру

### Парний розряд (2 поразки)
| Легенда (до/після 2009)                                 |
| Серія ATP Інтернешнл / Серія 250 Світового туру ATP (2) |

| Результат | W/L | Дата     | Турнір           | Покриття | Партнер          | Суперники                          | Рахунок  |
| --------- | --- | -------- | ---------------- | -------- | ---------------- | ---------------------------------- | -------- |
| Поразка   | 0–1 | Лип 2006 | Гштад, Швейцарія | Ґрунт    | Марко К'юдінеллі | Їржі Новак (тенісист) Андрей Павел | 3–6, 1–6 |
| Поразка   | 0–2 | Січ 2009 | Ченнай, Індія    | Тверде   | Стен Вавринка    | Ерік Буторак Ражів Рам             | 3–6, 4–6 |